# اتا مثلث جنوبی
اتا مثلث جنوبی یک ستاره است که در صورت فلکی مثلث جنوبی قرار دارد.